# Xã Hayes, Quận Kearney, Nebraska
Xã Hayes (tiếng Anh: Hayes Township) là một xã thuộc quận Kearney, tiểu bang Nebraska, Hoa Kỳ. Năm 2010, dân số của xã này là 1.481 người.